# Pantera (cohete)
Pantera es un modelo de cohete sonda noruego en desarrollo, de una sola etapa y que utiliza propulsión híbrida. Se basa en los trabajos sobre el cohete HYSR de Lockheed Corporation.
La construcción del cohete se lleva a cabo por una empresa noruega, Nammo Raufoss AS, mientras que el diseño y el trabajo de ingeniería lo desarrollaría la Lockheed en Michoud, Estados Unidos. El cohete utilizará oxígeno líquido y HTPB vulcanizado. Tendrá un empuje de 31 kN y un tiempo de ignición de 30 a 35 segundos. Su apogeo estará entre 55 y 75 km.
La primera prueba estática del motor del Pantera, de 20 segundos de duración, tuvo lugar el 30 de agosto de 2005.